# Пырвулеску, Думитру
Думитру Пырвулеску (рум. Dumitru Pîrvulescu; 14 июня 1933, Лугож, Румыния — 9 апреля 2007, Бухарест, Румыния) — румынский борец греко-римского стиля, чемпион и призёр Олимпийских игр, призёр чемпионата мира. Заслуженный мастер спорта Румынии.

## Биография
Занимался борьбой с очень раннего возраста в клубе Vulturii в Лугоже.
Международный дебют борца состоялся в 1951 году на международном турнире в Восточном Берлине, где он занял второе место.
На Летних Олимпийских играх 1952 года в Хельсинки боролся в категории до 52 килограммов (наилегчайший вес). Выбывание из турнира проходило по мере накопления штрафных баллов. Схватку судили трое судей, за чистую победу штрафные баллы не начислялись, за победу по очками при любом соотношении голосов начислялся 1 штрафной балл, поражение по очками при любом соотношении голосов или чистое поражение карались 3 штрафными баллами. Если борец набирал 5 или более штрафных баллов, он выбывал из турнира. Когда оставалось только три борца, они разыгрывали между собой медали (если не встречались в схватках до финального раунда). После начала финальных схваток, борцы могли продолжать выступления имея и более пяти штрафных баллов.
Титул оспаривали 17 человек. Проиграв в двух из трёх схваток, Думитру Пырвулеску выбыл из турнира.
| Круг | Соперник      | Страна  | Результат | Основание              | Время схватки |
| ---- | ------------- | ------- | --------- | ---------------------- | ------------- |
| 1    | Морис Мевис   | Бельгия | Поражение | 3-0 (3 штрафных балла) | -             |
| 2    | Франц Брюннер | Австрия | Победа    | 3-0 (1 штрафной балл)  | -             |
| 3    | Игнацио Фабра | Италия  | Поражение | 3-0 (3 штрафных балла) | -             |

На Летних Олимпийских играх 1956 года в Мельбурне боролся в категории до 52 килограммов (наилегчайший вес). Регламент турнира остался прежним. В категории титул оспаривали 11 человек. В первой схватке проиграл в тяжёлой схватке будущему чемпиону Олимпиады Николаю Соловьёву. К финальным схваткам мог рассчитывать на призовые места, но проиграл будущему серебряному призёру итальянцу Игнацио Фабра и остался на четвёртом месте.
| Круг | Соперник         | Страна                                    | Результат | Основание              | Время схватки |
| ---- | ---------------- | ----------------------------------------- | --------- | ---------------------- | ------------- |
| 1    | Николай Соловьёв | Союз Советских Социалистических Республик | Поражение | 2-1 (3 штрафных балла) | -             |
| 2    | -                | -                                         | -         | -                      | -             |
| 3    | Бенгт Юханссон   | Швеция                                    | Победа    | 3-0 (1 штрафной балл)  | -             |
| 4    | Игнацио Фабра    | Италия                                    | Поражение | 3-0 (3 штрафных балла) | -             |

На Летних Олимпийских играх 1960 года в Риме боролся в категории до 52 килограммов (наилегчайший вес). Выбывание из турнира проходило по мере накопления штрафных баллов. За чистую победу штрафные баллы не начислялись, за победу по очками при любом соотношении голосов начислялся 1 штрафной балл, любое поражение по очкам каралось 3 штрафными баллами, чистое поражение — 4 штрафными баллами. В схватке могла быть зафиксирована ничья, тогда каждому из борцов начислялись 2 штрафных балла. Если борец набирал 6 или более штрафных баллов, он выбывал из турнира.
Титул оспаривали 18 человек. В последней схватке в ходе соревнований Думитру Пырвулеску уже на третьей олимпиаде боролся с итальянцем Игнацио Фабра, и наконец смог вырвать у него победу и стал чемпионом олимпийских игр.
| Круг | Соперник      | Страна                                    | Результат | Основание                  | Время схватки |
| ---- | ------------- | ----------------------------------------- | --------- | -------------------------- | ------------- |
| 1    | Дик Вильсон   | Соединённые Штаты Америки                 | Победа    | По очкам (1 штрафной балл) | -             |
| 2    | Казим Гедик   | Турция                                    | Победа    | Туше (0 штрафных баллов)   | 7:08          |
| 3    | Иван Кочергин | Союз Советских Социалистических Республик | Ничья     | 2 штрафных балла           | -             |
| 4    | Боривой Вуков | Югославия                                 | Победа    | По очкам (1 штрафной балл) | -             |
| 5    | Игнацио Фабра | Италия                                    | Победа    | По очкам (1 штрафной балл) | -             |

В 1961 году выступил на чемпионате мира, где завоевал второе место.
На Летних Олимпийских играх 1964 года в Токио боролся в категории до 52 килограммов (наилегчайший вес). Регламент турнира остался прежним.
Титул оспаривали 18 человек. Думитру Пырвулеску смог добраться до финальных схваток, но обе из них проиграл, и остался на третьем месте.
| Круг | Соперник        | Страна   | Результат | Основание                  | Время схватки |
| ---- | --------------- | -------- | --------- | -------------------------- | ------------- |
| 1    | Йорген Йенсен   | Дания    | Победа    | По очкам (1 штрафной балл) | -             |
| 2    | Цезарь Дель Рио | Мексика  | Победа    | Туше (0 штрафных баллов)   | 2:55          |
| 3    | Рольф Лакур     | Германия | Победа    | По очкам (1 штрафной балл) | -             |
| 4    | -               | -        | -         | -                          | -             |
| 5    | Цутому Ханахара | Япония   | Поражение | Туше (4 штрафных балла)    | 8:19          |
| 6    | Ангел Керезов   | Болгария | Поражение | По очкам (1 штрафной балл) | -             |

После олимпийских игр уступил звание чемпиона Румынии Георге Берчану и оставил большой спорт, став тренером. Тренировал в клубах «Стяуа», затем в «Вулкане» (Бухарест). По заданию федерации борьбы Румынии ездил по стране в поисках молодых талантов. Ему, в частности, приписывают участие в подготовке Константина Александру и открытие молодого таланта Василе Андрея. Был постоянным тренером Георге Берчану.
Последние годы жизни жил в одиночестве, умер в 2007 году.